# Gare de Steenwerck
La gare de Steenwerck est une gare ferroviaire française de la ligne de Lille aux Fontinettes, située sur le territoire de la commune de Bailleul, à proximité immédiate de Steenwerck, dans le département du Nord, en région Hauts-de-France.
C'est une halte de la Société nationale des chemins de fer français (SNCF), desservie par des trains TER Hauts-de-France.

## Situation ferroviaire
Établie à 20 mètres d'altitude, la gare de Steenwerck est située au point kilométrique (PK) 27,515 de la ligne de Lille aux Fontinettes, entre les gares de Nieppe et de Bailleul.

## Histoire

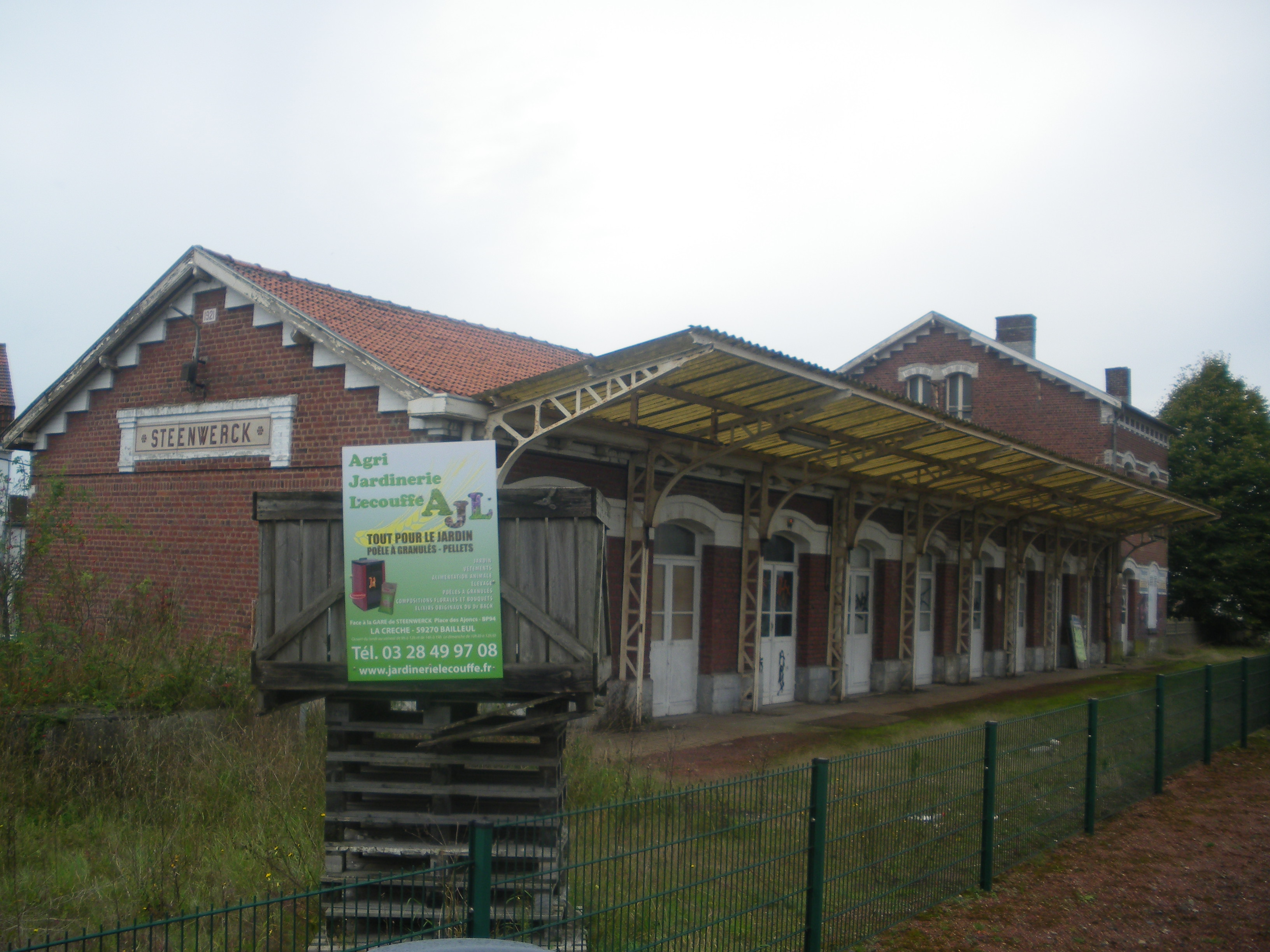
L'ancien bâtiment voyageurs.

Le tableau du classement par produit des gares du département du Nord pour l'année 1862, réalisé par Eugène de Fourcy, ingénieur en chef du contrôle, place la station de Steenwerck au 41e rang, et au 117e pour l'ensemble du réseau du Nord, avec un total de 16 330,53 francs. Dans le détail, cela représente : 8 354,34 francs pour un total de 7 809 voyageurs transportés, la recette marchandises étant de 448,34 francs (grande vitesse) et 7 527,85 francs (petite vitesse).

## Service des voyageurs

### Accueil
Halte de la SNCF, c'est un point d'arrêt non géré (PANG) à entrée libre.

### Desserte
Steenwerck est desservie par des trains TER Hauts-de-France, qui effectuent des missions entre les gares de Lille-Flandres et d'Hazebrouck, ou de Dunkerque.

### Intermodalité
Un parc à vélos et un parking sont aménagés à ses abords. La ligne 108 du réseau Arc-en-Ciel dessert un arrêt qui jouxte la gare.